# Sven Hassel
Sven Hassel (i Danmark Sven Hazel), pseudonym för Børge Willy Redsted Pedersen, från 1965 Sven Willy Hasse Arbing, född 19 april 1917 nära Hillerød, död 21 september 2012 i Barcelona, var en dansk författare och enligt honom själv tidigare soldat inom Wehrmacht under andra världskriget. Hassel skrev en rad romaner som han uppgav skildrade hans upplevelser under andra världskriget.

## Biografi
Sven Hassel föddes 1917 i Nyhuse, Frederiksborg Slotssogn, som son till mjölnaren Peder Oluf Pedersen och dennes hustru Maren Hansine Andersen.
När Hassel växte upp drömde han enligt egen uppgift i en av sina böcker om att få tillhöra en armé. Drömmen kom från hans favoritbok På västfronten intet nytt av Erich Maria Remarque. Under 1930-talet gick han länge arbetslös i Köpenhamn och bestämde sig då för att flytta till Tyskland tillsammans med en vän. När hans vän blev brutalt mördad tog han värvning i den tyska armén. Efter en kort tid insåg han att soldatlivet inte alls motsvarade den uppfattning han dittills haft och deserterade. Han blev upptäckt och dömdes i krigsrätten till femton års tukthus. Efter cirka sju månader omvandlades tukthusstraffet till tvångsvärvning till 27:e pansarregementet, ett straffregemente. Efter att ha kämpat på olika fronter, huvudsakligen östfronten, under hela kriget var han mellan 1945 och 1949 allierad krigsfånge.
I verkligheten var han dock inte krigsfånge. År 1945 efter befrielsen arresterades han i Köpenhamn och hölls i fängelse, först som misstänkt och sedan som dömd brottsling.
Hans påstådda medverkan i kriget ifrågasattes dock 1963 av journalisten Georg Kringelbach, som konstaterade att Hassel visserligen varit i Tyskland under kriget, men inte i ett straffregemente. Däremot hade han i Danmark arbetat för den tyska underrättelsetjänsten som samarbetade med den danska hjälppolisen HIPO.
Han bodde från 1964 till sin död i Barcelona.
Den 29 september 1965 ändrade han sitt namn till Sven Willy Hasse Arbing.